# Хатфилд (Минесота)
Хатфилд (енгл. Hatfield) град је у америчкој савезној држави Минесота.

## Демографија
По попису из 2010. године број становника је 54, што је 7 (14,9%) становника више него 2000. године.
| Група             | 2000.       | 2010.       |
| Белци             | 47 (100,0%) | 54 (100,0%) |
| Афроамериканци    | 0 (0,0%)    | 0 (0,0%)    |
| Азијати           | 0 (0,0%)    | 0 (0,0%)    |
| Хиспаноамериканци | 0 (0,0%)    | 0 (0,0%)    |
| Укупно            | 47          | 54          |